# Stypandra
Stypandra R.Br. – rodzaj roślin należący do rodziny złotogłowowatych (Asphodelaceae), obejmujący dwa gatunki, występujące w Australii.
Nazwa rodzaju pochodzi od greckich słów στουπί (stoupi – pakuły, wkłókno lniane) i άνδρας (andras – mężczyzna) i odnosi się do splątanych, kudłatych włosków obecnych na pręcikach.

## Morfologia
Wieloletnie, kłączowe rośliny zielne lub półkrzewy, tworzące kępy. Liście nitkowate lub równowąskie. Pędy ulistnione. Kwiaty zebrane w szczytową wierzchotkę, zwisające. Okwiat promienisty, sześciolistkowy. Listki okwiatu wolne, niemal równej wielkości, rozwarte lub wygięte. Sześć pręcików krótszych od listków okwiatu, o smukłych nitkach, odgiętych poniżej środka, gęsto owłosionych dystalnie. Pylniki smukłe, zwężające się ku górze. Zalążnia górna, trójkomorowa, mniej więcej trójklapowana, z licznymi zalążkami w każdej komorze. Szyjka słupka nitkowata, zakończona drobnym, brodawkowatym znamieniem. Owocami są torebki zawierające soczewkowate, czarne nasiona.

## Systematyka
Rodzaj z podrodziny liliowcowych (Hemerocallidoideae) z rodziny złotogłowowatych (Asphodelaceae). 
Wykaz gatunków
- Stypandra glauca R.Br.
- Stypandra jamesii Hopper

## Zastosowanie
Stypandra glauca o niebieskawych liściach jest uprawiana w Australii jako roślina ozdobna.
Spożycie kwitnących roślin S. glauca przez kozy powoduje u nich ślepotę.